# Motorrad-Weltmeisterschaft 2024
Die Motorrad-Weltmeisterschaft 2024 war die 76. Saison in der Geschichte der FIM-Motorrad-Straßenweltmeisterschaft.

## Punkteverteilung
Weltmeister wird derjenige Fahrer beziehungsweise der Hersteller, der bis zum Saisonende die meisten Punkte in der Weltmeisterschaft angesammelt hat. Bei der Punkteverteilung werden die Platzierungen im Gesamtergebnis des jeweiligen Rennens berücksichtigt. Die fünfzehn erstplatzierten Fahrer jedes Rennens erhalten Punkte nach folgendem Schema:
| Punkteverteilung | Punkteverteilung | Punkteverteilung | Punkteverteilung | Punkteverteilung | Punkteverteilung | Punkteverteilung | Punkteverteilung | Punkteverteilung | Punkteverteilung | Punkteverteilung | Punkteverteilung | Punkteverteilung | Punkteverteilung | Punkteverteilung | Punkteverteilung |
| ---------------- | ---------------- | ---------------- | ---------------- | ---------------- | ---------------- | ---------------- | ---------------- | ---------------- | ---------------- | ---------------- | ---------------- | ---------------- | ---------------- | ---------------- | ---------------- |
| Platz            | 1                | 2                | 3                | 4                | 5                | 6                | 7                | 8                | 9                | 10               | 11               | 12               | 13               | 14               | 15               |
| Punkte           | 25               | 20               | 16               | 13               | 11               | 10               | 9                | 8                | 7                | 6                | 5                | 4                | 3                | 2                | 1                |

In der MotoGP-Klasse wird seit 2023 vor jedem Grand-Prix-Rennen samstags ein Sprintrennen ausgetragen, deren Punkte allerdings nicht in die Langzeitstatistik eingehen. Die neun erstplatzierten Fahrer jedes Sprintrennens erhalten Punkte nach folgendem Schema:
| Punkteverteilung Sprintrennen | Punkteverteilung Sprintrennen | Punkteverteilung Sprintrennen | Punkteverteilung Sprintrennen | Punkteverteilung Sprintrennen | Punkteverteilung Sprintrennen | Punkteverteilung Sprintrennen | Punkteverteilung Sprintrennen | Punkteverteilung Sprintrennen | Punkteverteilung Sprintrennen |
| ----------------------------- | ----------------------------- | ----------------------------- | ----------------------------- | ----------------------------- | ----------------------------- | ----------------------------- | ----------------------------- | ----------------------------- | ----------------------------- |
| Platz                         | 1                             | 2                             | 3                             | 4                             | 5                             | 6                             | 7                             | 8                             | 9                             |
| Punkte                        | 12                            | 9                             | 7                             | 6                             | 5                             | 4                             | 3                             | 2                             | 1                             |

In die Wertung kommen alle erzielten Resultate.

## Rennkalender
Die Saison startete am 10. März mit dem Großen Preis von Katar und sollte am 17. November nach 22 Rennen mit dem Großen Preis von Valencia enden. Wegen der verheerenden Unwetter in Teilen Spaniens Ende Oktober entschied die Vermarktungsgesellschaft Dorna gemeinsam mit den lokalen Behörden, das Saisonfinale in Valencia abzusagen.
Neuer Austragungsort für das Rennen am 17. November war Barcelona.
| #  | Datum         | Rennen                          | Strecke                                                      | Streckenlayout |
| -- | ------------- | ------------------------------- | ------------------------------------------------------------ | -------------- |
| 1  | 10. März      | Großer Preis von Katar          | Losail International Circuit (Doha)                          |                |
| 2  | 24. März      | Großer Preis von Portugal       | Autódromo Internacional do Algarve (Portimão)                |                |
| 3  | 14. April     | Grand Prix of The Americas      | Circuit of The Americas (Austin)                             |                |
| 4  | 28. April     | Großer Preis von Spanien        | Circuito de Jerez (Jerez de la Frontera)                     |                |
| 5  | 12. Mai       | Großer Preis von Frankreich     | Circuit Bugatti (Le Mans)                                    |                |
| 6  | 26. Mai       | Großer Preis von Katalonien     | Circuit de Barcelona-Catalunya (Montmeló)                    |                |
| 7  | 2. Juni       | Großer Preis von Italien        | Autodromo Internazionale del Mugello (Scarperia e San Piero) |                |
| 8  | 30. Juni      | Dutch TT                        | TT Circuit Assen (Assen)                                     |                |
| 9  | 7. Juli       | Großer Preis von Deutschland    | Sachsenring (Hohenstein-Ernstthal)                           |                |
| 10 | 4. August     | Großer Preis von Großbritannien | Silverstone Circuit (Silverstone)                            |                |
| 11 | 18. August    | Großer Preis von Österreich     | Red Bull Ring (Spielberg)                                    |                |
| 12 | 1. September  | Großer Preis von Aragonien      | Motorland Aragón (Alcañiz)                                   |                |
| 13 | 8. September  | Großer Preis von San Marino     | Misano World Circuit Marco Simoncelli (Misano Adriatico)     |                |
| 14 | 22. September | Großer Preis der Emilia-Romagna | Misano World Circuit Marco Simoncelli (Misano Adriatico)     |                |
| 15 | 29. September | Großer Preis von Indonesien     | Mandalika International Street Circuit (Lombok)              |                |
| 16 | 6. Oktober    | Großer Preis von Japan          | Twin Ring Motegi (Motegi)                                    |                |
| 17 | 20. Oktober   | Großer Preis von Australien     | Phillip Island Circuit (Phillip Island)                      |                |
| 18 | 27. Oktober   | Großer Preis von Thailand       | Chang International Circuit (Buri Ram)                       |                |
| 19 | 3. November   | Großer Preis von Malaysia       | Sepang International Circuit (Sepang)                        |                |
| 20 | 17. November  | Großer Preis der Solidarität    | Circuit de Barcelona-Catalunya (Montmeló)                    |                |

Abgesagte Grands Prix
| vorgesehenes Datum     | Rennen                       | Strecke                                             |
| ---------------------- | ---------------------------- | --------------------------------------------------- |
| 7. April               | Großer Preis von Argentinien | Autódromo Termas de Río Hondo (Termas de Río Hondo) |
| 16. Juni 22. September | Großer Preis von Kasachstan  | Sokol International Racetrack (Almaty)              |
| 22. September          | Großer Preis von Indien      | Buddh International Circuit (Greater Noida)         |
| 17. November           | Großer Preis von Valencia    | Circuit Ricardo Tormo (Valencia)                    |

## MotoGP-Klasse
In der MotoGP sind elf Teams und 22 Fahrer gemeldet.

### Teams und Fahrer
| Hersteller | Maschine         | Team                                 | Nr. | Fahrer                | Läufe       |
| ---------- | ---------------- | ------------------------------------ | --- | --------------------- | ----------- |
| Aprilia    | RS-GP24          | Aprilia Racing                       | 12  | Maverick Viñales      | 1–11        |
| Aprilia    | RS-GP24          | Aprilia Racing                       | 41  | Aleix Espargaró       | 1–11        |
| Aprilia    | RS-GP24          | Aprilia Racing                       | 32  | Lorenzo Savadori      | 4, 7–8, 11  |
| Aprilia    | RS-GP23          | Trackhouse Racing                    | 25  | Raúl Fernández        | 1–11        |
| Aprilia    | RS-GP23          | Trackhouse Racing                    | 88  | Miguel Oliveira       | 1–11        |
| Ducati     | Desmosedici GP24 | Ducati Lenovo Team                   | 1   | Francesco Bagnaia     | 1–11        |
| Ducati     | Desmosedici GP24 | Ducati Lenovo Team                   | 23  | Enea Bastianini       | 1–11        |
| Ducati     | Desmosedici GP24 | Prima Pramac Racing                  | 21  | Franco Morbidelli     | 1–11        |
| Ducati     | Desmosedici GP24 | Prima Pramac Racing                  | 89  | Jorge Martín          | 1–11        |
| Ducati     | Desmosedici GP23 | Gresini Racing MotoGP                | 73  | Álex Márquez          | 1–11        |
| Ducati     | Desmosedici GP23 | Gresini Racing MotoGP                | 93  | Marc Márquez          | 1–11        |
| Ducati     | Desmosedici GP23 | Pertamina Enduro VR46 Racing Team    | 49  | Fabio Di Giannantonio | 1–11        |
| Ducati     | Desmosedici GP23 | Pertamina Enduro VR46 Racing Team    | 72  | Marco Bezzecchi       | 1–11        |
| Honda      | RC213V           | LCR Honda Castrol LCR Honda Idemitsu | 5   | Johann Zarco          | 1–11        |
| Honda      | RC213V           | LCR Honda Castrol LCR Honda Idemitsu | 30  | Takaaki Nakagami      | 1–11        |
| Honda      | RC213V           | LCR Honda Castrol LCR Honda Idemitsu | 6   | Stefan Bradl          | 4, 6, 9, 11 |
| Honda      | RC213V           | Repsol Honda Team                    | 10  | Luca Marini           | 1–11        |
| Honda      | RC213V           | Repsol Honda Team                    | 36  | Joan Mir              | 1–11        |
| KTM        | RC16             | Red Bull KTM Factory Racing          | 33  | Brad Binder           | 1–11        |
| KTM        | RC16             | Red Bull KTM Factory Racing          | 43  | Jack Miller           | 1–11        |
| KTM        | RC16             | Red Bull KTM Factory Racing          | 26  | Dani Pedrosa          | 4           |
| KTM        | RC16             | Red Bull KTM Factory Racing          | 44  | Pol Espargaró         | 7, 11       |
| KTM        | RC16             | Red Bull GasGas Tech3                | 31  | Pedro Acosta          | 1–11        |
| KTM        | RC16             | Red Bull GasGas Tech3                | 37  | Augusto Fernández     | 1–11        |
| Yamaha     | YZR-M1           | Monster Energy Yamaha MotoGP         | 20  | Fabio Quartararo      | 1–11        |
| Yamaha     | YZR-M1           | Monster Energy Yamaha MotoGP         | 42  | Álex Rins             | 1–8, 10–11  |
| Yamaha     | YZR-M1           | Monster Energy Yamaha MotoGP         | 87  | Remy Gardner          | 9           |
| Yamaha     | YZR-M1           | Monster Energy Yamaha MotoGP         | 87  | Remy Gardner          | 10          |

| Legende         |
| --------------- |
| Stammfahrer     |
| Wildcard-Fahrer |
| Ersatzfahrer    |

### Rennergebnisse
| #  | Datum  | Rennen                | Strecke              | Platz 1           | Platz 2           | Platz 3           | Pole-Position     | Schn. Rennrunde       | Gesamtführung     | Gesamtführung      | Gesamtführung |
| #  | Datum  | Rennen                | Strecke              | Platz 1           | Platz 2           | Platz 3           | Pole-Position     | Schn. Rennrunde       | Fahrer            | Team               | Konstrukteur  |
| -- | ------ | --------------------- | -------------------- | ----------------- | ----------------- | ----------------- | ----------------- | --------------------- | ----------------- | ------------------ | ------------- |
| 1  | 10.03. | GP von Katar          | Doha                 | Francesco Bagnaia | Brad Binder       | Jorge Martín      | Jorge Martín      | Pedro Acosta          | Francesco Bagnaia | Ducati Lenovo Team | Ducati        |
| 2  | 24.03. | GP von Portugal       | Portimão             | Jorge Martín      | Enea Bastianini   | Pedro Acosta      | Enea Bastianini   | Enea Bastianini       | Jorge Martín      | Ducati Lenovo Team | Ducati        |
| 3  | 14.04. | GP of The Americas    | Austin               | Maverick Viñales  | Pedro Acosta      | Enea Bastianini   | Maverick Viñales  | Maverick Viñales      | Jorge Martín      | Ducati Lenovo Team | Ducati        |
| 4  | 28.04. | GP von Spanien        | Jerez de la Frontera | Francesco Bagnaia | Marc Márquez      | Marco Bezzecchi   | Marc Márquez      | Francesco Bagnaia     | Jorge Martín      | Ducati Lenovo Team | Ducati        |
| 5  | 12.05. | GP von Frankreich     | Le Mans              | Jorge Martín      | Marc Márquez      | Francesco Bagnaia | Jorge Martín      | Enea Bastianini       | Jorge Martín      | Ducati Lenovo Team | Ducati        |
| 6  | 26.05. | GP von Katalonien     | Montmeló             | Francesco Bagnaia | Jorge Martín      | Marc Márquez      | Aleix Espargaró   | Pedro Acosta          | Jorge Martín      | Ducati Lenovo Team | Ducati        |
| 7  | 02.06. | GP von Italien        | Mugello              | Francesco Bagnaia | Enea Bastianini   | Jorge Martín      | Jorge Martín      | Francesco Bagnaia     | Jorge Martín      | Ducati Lenovo Team | Ducati        |
| 8  | 30.06. | Dutch TT              | Assen                | Francesco Bagnaia | Jorge Martín      | Enea Bastianini   | Francesco Bagnaia | Francesco Bagnaia     | Jorge Martín      | Ducati Lenovo Team | Ducati        |
| 9  | 07.07. | GP von Deutschland    | Hohenstein-Ernstthal | Francesco Bagnaia | Marc Márquez      | Álex Márquez      | Jorge Martín      | Jorge Martín          | Francesco Bagnaia | Ducati Lenovo Team | Ducati        |
| 10 | 04.08. | GP von Großbritannien | Silverstone          | Enea Bastianini   | Jorge Martín      | Francesco Bagnaia | Aleix Espargaro   | Aleix Espargaro       | Jorge Martín      | Ducati Lenovo Team | Ducati        |
| 11 | 18.08. | GP von Österreich     | Spielberg            | Francesco Bagnaia | Jorge Martín      | Enea Bastianini   | Jorge Martín      | Francesco Bagnaia     | Francesco Bagnaia | Ducati Lenovo Team | Ducati        |
| 12 | 01.09. | GP von Aragonien      | Alcañiz              | Marc Márquez      | Jorge Martín      | Pedro Acosta      | Marc Márquez      | Marc Márquez          | Jorge Martín      | Ducati Lenovo Team | Ducati        |
| 13 | 08.09. | GP von San Marino     | Misano Adriatico     | Marc Márquez      | Francesco Bagnaia | Enea Bastianini   | Francesco Bagnaia | Marc Márquez          | Jorge Martín      | Ducati Lenovo Team | Ducati        |
| 14 | 22.09. | GP der Emilia-Romagna | Misano Adriatico     | Enea Bastianini   | Jorge Martín      | Marc Márquez      | Francesco Bagnaia | Francesco Bagnaia     | Jorge Martín      | Ducati Lenovo Team | Ducati        |
| 15 | 29.09. | GP von Indonesien     | Lombok               | Jorge Martín      | Pedro Acosta      | Francesco Bagnaia | Jorge Martín      | Enea Bastianini       | Jorge Martín      | Ducati Lenovo Team | Ducati        |
| 16 | 06.10. | GP von Japan          | Motegi               | Francesco Bagnaia | Jorge Martín      | Marc Márquez      | Pedro Acosta      | Jorge Martín          | Jorge Martín      | Ducati Lenovo Team | Ducati        |
| 17 | 20.10. | GP von Australien     | Phillip Island       | Marc Márquez      | Jorge Martín      | Francesco Bagnaia | Jorge Martín      | Marc Márquez          | Jorge Martín      | Ducati Lenovo Team | Ducati        |
| 18 | 27.10. | GP von Thailand       | Buri Ram             | Francesco Bagnaia | Jorge Martín      | Pedro Acosta      | Francesco Bagnaia | Fabio Di Giannantonio | Jorge Martín      | Ducati Lenovo Team | Ducati        |
| 19 | 03.11. | GP von Malaysia       | Sepang               | Francesco Bagnaia | Jorge Martín      | Enea Bastianini   | Francesco Bagnaia | Francesco Bagnaia     | Jorge Martín      | Ducati Lenovo Team | Ducati        |
| 20 | 17.11. | GP der Solidarität    | Montmeló             | Francesco Bagnaia | Marc Márquez      | Jorge Martín      | Francesco Bagnaia | Marc Márquez          | Jorge Martín      | Ducati Lenovo Team | Ducati        |
|    | 07.04. | GP von Argentinien    | Termas de Río Hondo  |                   |                   |                   |                   |                       |                   |                    |               |
|    | 22.09. | GP von Kasachstan     | Almaty               |                   |                   |                   |                   |                       |                   |                    |               |
|    | 22.09. | GP von Indien         | Greater Noida        |                   |                   |                   |                   |                       |                   |                    |               |
|    | 17.11. | GP von Valencia       | Valencia             |                   |                   |                   |                   |                       |                   |                    |               |

### Fahrerwertung
| Pos. | Fahrer                | Maschine | Katar | Portugal | USA-Texas | Spanien | Frankreich | Katalonien | Italien | Niederlande | Deutschland | Vereinigtes Konigreich | Osterreich | Aragonien | San Marino | Emilia-Romagna | Indonesien | Japan | Australien | Thailand | Malaysia | Valencia | Gesamt- punkte |
| ---- | --------------------- | -------- | ----- | -------- | --------- | ------- | ---------- | ---------- | ------- | ----------- | ----------- | ---------------------- | ---------- | --------- | ---------- | -------------- | ---------- | ----- | ---------- | -------- | -------- | -------- | -------------- |
| 1    | Jorge Martín          | Ducati   | 31    | 13       | 43        | DNF1    | 1          | 24         | 3       | 2           | DNF1        | 2                      | 2          | 2         | 151        | 2              | 1          | 24    | 21         | 2        | 21       | 3        | 508            |
| 2    | Francesco Bagnaia     | Ducati   | 14    | DNF4     | 58        | 1       | 3          | 1          | 1       | 1           | 13          | 3                      | 1          | DNF9      | 2          | DNF1           | 31         | 1     | 34         | 13       | 1        | 1        | 498            |
| 3    | Marc Márquez          | Ducati   | 45    | 162      | DNF2      | 26      | 2          | 32         | 42      | 10          | 26          | 46                     | 4          | 1         | 15         | 34             | DNF3       | 3     | 12         | 114      | 122      | 27       | 392            |
| 4    | Enea Bastianini       | Ducati   | 56    | 26       | 36        | 5       | 4          | 185        | 2       | 34          | 4           | 1                      | 34         | 57        | 34         | 13             | DNF2       | 42    | 53         | 141      | 3        | 72       | 386            |
| 5    | Brad Binder           | KTM      | 2     | 4        | 9         | 6       | 8          | 8          | 106     | 6           | 98          | DNF4                   | 57         | 46        | 47         | 196            | 8          | 6     | 7          | 69       | DNS7     | 69       | 217            |
| 6    | Pedro Acosta          | KTM      | 98    | 37       | 24        | 102     | DNF6       | 133        | 53      | DNF         | 7           | 95                     | 13         | 3         | 176        | DNF5           | 26         | DNF   | DNS        | 3        | 59       | 10       | 215            |
| 7    | Maverick Viñales      | Aprilia  | 109   | DNF1     | 1         | 9       | 53         | 128        | 85      | 53          | 127         | 138                    | 7          | DNF       | 16         | 6              | 67         | DNF9  | 8          | 7        | 7        | 15       | 190            |
| 8    | Álex Márquez          | Ducati   | 67    | DNF      | 15        | 4       | 10         | 7          | 98      | 78          | 39          | 76                     | 10         | DNF4      | 6          | 9              | DNF        | DNF7  | 15         | 105      | 4        | 45       | 173            |
| 9    | Franco Morbidelli     | Ducati   | 18    | 18       | DNF       | DNF4    | 7          | DNF        | 64      | 9           | 5           | 10                     | 86         | 6         | DNF3       | 59             | 45         | 5     | 65         | DNF6     | 146      | 86       | 173            |
| 10   | Fabio Di Giannantonio | Ducati   | 7     | 10       | 6         | 7       | 67         | 56         | 7       | 45          | DNF         | 59                     | DNS        | 8         | 9          | 14             | DNF9       | 86    | 47         | 48       |          |          | 165            |
| 11   | Aleix Espargaró       | Aprilia  | 83    | 8        | 75        | DNF     | 95         | 41         | 119     | DNS         | WD          | 63                     | 93         | 10        | DNF        | 8              | DNF        | 9     | 168        | 9        | 13       | 54       | 163            |
| 12   | Marco Bezzecchi       | Ducati   | 14    | 6        | 8         | 3       | DNF        | 119        | 13      | DNF         | 8           | 8                      | 68         | 7         | 5          | 48             | 54         | 7     | 19         | DNF7     | 9        | 98       | 153            |
| 13   | Fabio Quartararo      | Yamaha   | 11    | 79       | 12        | 155     | DNF        | 9          | 18      | 127         | 11          | 11                     | 18         | DNF8      | 79         | 7              | 7          | 12    | 9          | 16       | 65       | 11       | 113            |
| 14   | Jack Miller           | KTM      | 21    | 5        | 137       | DNF     | DNF8       | DNF7       | 16      | 11          | 13          | 127                    | 195        | 15        | 8          | 16             | DNF        | 108   | 11         | 5        | DNS8     | 13       | 87             |
| 15   | Miguel Oliveira       | Aprilia  | 15    | 9        | 11        | 8       | DNF        | 10         | 14      | 15          | 62          | DNF                    | 12         | DNF5      | 11         | 10             | DNS        |       |            |          |          | 12       | 75             |
| 16   | Raúl Fernández        | Aprilia  | DNF   | DNF      | 109       | 11      | 119        | 6          | 12      | 8           | 10          | DNF                    | DNF        | 16        | 18         | 13             | 10         | 15    | 106        | DNF      | 16       | 18       | 66             |
| 17   | Johann Zarco          | Honda    | 12    | 15       | DNF       | DNF     | 12         | 16         | 19      | 13          | 17          | 14                     | 21         | 13        | 12         | 15             | 98         | 11    | 12         | 8        | 11       | 14       | 55             |
| 18   | Álex Rins             | Yamaha   | 16    | 13       | DNF       | 13      | 15         | 20         | 15      | DNF         |             | DNS                    | 16         | 9         | 19         | DNS            | 11         | 16    | 13         | DNF      | 8        | 21       | 31             |
| 19   | Takaaki Nakagami      | Honda    | 19    | 14       | DNF       | 14      | 14         | 14         | DNF     | 16          | 14          | 15                     | 14         | 11        | 13         | 17             | 12         | 13    | 18         | 13       | DNF      | 17       | 31             |
| 20   | Augusto Fernández     | KTM      | 17    | 11       | 14        | DNF7    | 13         | DNF        | DNF     | 14          | 16          | 16                     | 15         | 12        | DNF        | 18             | DNF        | DNF   | 179        | DNF      | 10       | 19       | 27             |
| 21   | Joan Mir              | Honda    | 13    | 12       | DNF       | 129     | DNF        | 15         | DNF     | DNF         | 18          | DNF                    | 17         | 14        | WD         | 11             | DNF        | DNF   | DNF        | 15       | DNF      | DNF      | 21             |
| 22   | Luca Marini           | Honda    | 20    | 17       | 16        | 17      | 16         | 17         | 20      | 17          | 15          | 17                     | DNF        | 17        | DNS        | 12             | DNF        | 14    | 14         | 12       | 15       | 16       | 14             |
| 23   | Pol Espargaró         | KTM      |       |          |           |         |            |            | 17      |             |             |                        | 119        |           | 10         |                |            |       |            |          |          |          | 12             |
| 24   | Dani Pedrosa          | KTM      |       |          |           | DNF3    |            |            |         |             |             |                        |            |           |            |                |            |       |            |          |          |          | 7              |
| 25   | Stefan Bradl          | Honda    |       |          |           | 16      |            | 19         |         |             | 20          |                        | 22         |           | 14         |                |            |       |            |          |          | 22       | 2              |
| 26   | Remy Gardner          | Yamaha   |       |          |           |         |            |            |         |             | 19          | 18                     |            |           |            |                |            | 17    |            |          |          |          | 0              |
| 27   | Andrea Iannone        | Ducati   |       |          |           |         |            |            |         |             |             |                        |            |           |            |                |            |       |            |          | 17       |          | 0              |
| 28   | Lorenzo Savadori      | Aprilia  |       |          |           | DNF     |            |            | 21      | DNS         |             |                        | 20         |           |            |                |            | DNF   | DNF        | DNF      | 18       |          | 0              |
| 29   | Michele Pirro         | Ducati   |       |          |           |         |            |            |         |             |             |                        |            |           |            |                |            |       |            |          |          | 20       | 0              |
| Pos. | Fahrer                | Maschine | Katar | Portugal | USA-Texas | Spanien | Frankreich | Katalonien | Italien | Niederlande | Deutschland | Vereinigtes Konigreich | Osterreich | Aragonien | San Marino | Emilia-Romagna | Indonesien | Japan | Australien | Thailand | Malaysia | Valencia | Gesamt- punkte |

| Farbe         | Bedeutung                               |
| ------------- | --------------------------------------- |
| Gold          | Sieger                                  |
| Silber        | 2. Platz                                |
| Bronze        | 3. Platz                                |
| Grün          | Platzierung in den Punkten              |
| Blau          | Klassifiziert außerhalb der Punkteränge |
| Violett       | Rennen nicht beendet (DNF)              |
| Violett       | nicht klassifiziert (NC)                |
| Rot           | nicht qualifiziert (DNQ)                |
| Schwarz       | disqualifiziert (DSQ)                   |
| Weiß          | nicht am Start (DNS)                    |
| Weiß          | zurückgezogen (WD)                      |
| Weiß          | Rennen abgesagt (C)                     |
| ohne Farbe    | nicht am Training teilgenommen (DNP)    |
| ohne Farbe    | verletzt oder krank (INJ)               |
| ohne Farbe    | ausgeschlossen (EX)                     |
| ohne Farbe    | nicht erschienen (DNA)                  |
| fett          | Pole-Position                           |
| kursiv        | Schnellste Rennrunde                    |
| unterstrichen | WM-Führung                              |
| hochgestellt  | Platzierung im Sprintrennen             |

### Konstrukteurswertung
| Pos. | Konstrukteur | Katar | Portugal | USA-Texas | Spanien | Frankreich | Katalonien | Italien | Niederlande | Deutschland | Vereinigtes Konigreich | Osterreich | Aragonien | San Marino | Emilia-Romagna | Indonesien | Japan | Australien | Thailand | Malaysia | Valencia | Gesamt- punkte |
| ---- | ------------ | ----- | -------- | --------- | ------- | ---------- | ---------- | ------- | ----------- | ----------- | ---------------------- | ---------- | --------- | ---------- | -------------- | ---------- | ----- | ---------- | -------- | -------- | -------- | -------------- |
| 1    | Ducati       | 1     | 12       | 32        | 1       | 1          | 12         | 1       | 1           | 1           | 1                      | 1          | 1         | 1          | 1              | 1          | 1     | 1          | 1        | 1        | 1        | 722            |
| 2    | Aprilia      | 83    | 81       | 1         | 8       | 53         | 41         | 85      | 53          | 62          | 63                     | 73         |           |            |                |            |       |            |          |          |          | 208            |
| 3    | KTM          | 2     | 35       | 24        | 62      | 86         | 83         | 53      | 6           | 78          | 94                     | 5          |           |            |                |            |       |            |          |          |          | 194            |
| 4    | Yamaha       | 11    | 79       | 12        | 135     | 15         | 9          | 15      | 127         | 11          | 11                     | 16         |           |            |                |            |       |            |          |          |          | 53             |
| 5    | Honda        | 12    | 12       | 16        | 129     | 12         | 14         | 19      | 13          | 14          | 14                     | 14         |           |            |                |            |       |            |          |          |          | 28             |

### Teamwertung
| Pos. | Konstrukteur                 | Katar | Portugal | USA-Texas | Spanien | Frankreich | Katalonien | Italien | Niederlande | Deutschland | Vereinigtes Konigreich | Osterreich | Aragonien | San Marino | Emilia-Romagna | Indonesien | Japan | Australien | Thailand | Malaysia | Valencia | Gesamt- punkte |
| ---- | ---------------------------- | ----- | -------- | --------- | ------- | ---------- | ---------- | ------- | ----------- | ----------- | ---------------------- | ---------- | --------- | ---------- | -------------- | ---------- | ----- | ---------- | -------- | -------- | -------- | -------------- |
| 1    | Ducati Lenovo Team           | 46    | 30       | 33        | 36      | 35         | 30         | 57      | 59          | 51          | 53                     | 59         |           |            |                |            |       |            |          |          |          | 489            |
| 2    | Prima Pramac Racing          | 28    | 32       | 20        | 18      | 46         | 26         | 32      | 37          | 28          | 35                     | 41         |           |            |                |            |       |            |          |          |          | 343            |
| 3    | Gresini Racing MotoGP        | 31    | 9        | 10        | 37      | 35         | 34         | 31      | 17          | 41          | 26                     | 19         |           |            |                |            |       |            |          |          |          | 290            |
| 4    | Aprilia Racing               | 22    | 22       | 51        | 7       | 30         | 31         | 19      | 18          | 7           | 22                     | 23         |           |            |                |            |       |            |          |          |          | 252            |
| 5    | Mooney VR46 Racing Team      | 11    | 16       | 18        | 25      | 13         | 21         | 15      | 18          | 8           | 20                     | 12         |           |            |                |            |       |            |          |          |          | 177            |
| 6    | Red Bull KTM Factory Racing  | 29    | 29       | 13        | 17      | 10         | 11         | 10      | 19          | 12          | 13                     | 19         |           |            |                |            |       |            |          |          |          | 175            |
| 7    | Tech3 GasGas Factory Racing  | 9     | 24       | 28        | 18      | 7          | 10         | 18      | 2           | 9           | 12                     | 4          |           |            |                |            |       |            |          |          |          | 141            |
| 8    | Trackhouse Racing            | 1     | 7        | 12        | 15      | 6          | 16         | 6       | 9           | 25          | 0                      | 4          |           |            |                |            |       |            |          |          |          | 101            |
| 9    | Monster Energy Yamaha MotoGP | 5     | 13       | 4         | 9       | 1          | 7          | 1       | 7           | 5           | 5                      | 0          |           |            |                |            |       |            |          |          |          | 57             |
| 10   | LCR Honda                    | 4     | 3        | 0         | 2       | 6          | 2          | 0       | 3           | 2           | 3                      | 2          |           |            |                |            |       |            |          |          |          | 27             |
| 11   | Repsol Honda Team            | 3     | 4        | 0         | 5       | 0          | 1          | 0       | 0           | 1           | 0                      | 0          |           |            |                |            |       |            |          |          |          | 14             |

## Moto2-Klasse
Für die Moto2-Klasse sind 15 Teams und 30 Fahrer gemeldet.

### Teams und Fahrer
| Hersteller | Maschine | Team                           | Nr. | Fahrer                  | Läufe            |
| ---------- | -------- | ------------------------------ | --- | ----------------------- | ---------------- |
| Boscoscuro | B-24     | MT Helmets – MSI               | 3   | Sergio García           | alle             |
| Boscoscuro | B-24     | MT Helmets – MSI               | 79  | Ai Ogura                | alle             |
| Boscoscuro | B-24     | Sync Speed Up                  | 21  | Alonso López            | alle             |
| Boscoscuro | B-24     | Sync Speed Up                  | 54  | Fermín Aldeguer         | 1–18, 20         |
| Boscoscuro | B-24     | Sync Speed Up                  | 67  | Alberto Surra           | 19               |
| Boscoscuro | B-24     | Sync Speed Up                  | 19  | Mattia Pasini           | 6–7, 11, 13      |
| Forward    | F2       | Klint Forward Factory Team     | 11  | Álex Escrig             | 1–4, 6–12, 14–20 |
| Forward    | F2       | Klint Forward Factory Team     | 9   | Jorge Navarro           | 5                |
| Forward    | F2       | Klint Forward Factory Team     | 40  | Unai Orradre            | 13               |
| Forward    | F2       | Klint Forward Factory Team     | 43  | Xavier Artigas          | alle             |
| Forward    | F2       | Klint Forward Factory Team     | 9   | Jorge Navarro           | 4, 6, 10–12      |
| Kalex      | Moto2    | CFMoto Aspar Team              | 28  | Izan Guevara            | alle             |
| Kalex      | Moto2    | CFMoto Aspar Team              | 96  | Jake Dixon              | alle             |
| Kalex      | Moto2    | Elf Marc VDS Racing Team       | 12  | Filip Salač             | 1, 3–8, 10–20    |
| Kalex      | Moto2    | Elf Marc VDS Racing Team       | 14  | Tony Arbolino           | alle             |
| Kalex      | Moto2    | Fantic Racing                  | 20  | Xavier Cardelús         | 1–8, 10–20       |
| Kalex      | Moto2    | Fantic Racing                  | 31  | Roberto García          | 9                |
| Kalex      | Moto2    | Fantic Racing                  | 31  | Roberto García          | 20               |
| Kalex      | Moto2    | Fantic Racing                  | 44  | Arón Canet              | alle             |
| Kalex      | Moto2    | Idemitsu Honda Team Asia       | 34  | Mario Aji               | 1–4, 6–20        |
| Kalex      | Moto2    | Idemitsu Honda Team Asia       | 35  | Somkiat Chantra         | 1–15, 18–20      |
| Kalex      | Moto2    | Italtrans Racing Team          | 10  | Diogo Moreira           | 1–14, 16–20      |
| Kalex      | Moto2    | Italtrans Racing Team          | 71  | Dennis Foggia           | 1–14, 16–20      |
| Kalex      | Moto2    | Liqui Moly Husqvarna Intact GP | 15  | Darryn Binder           | alle             |
| Kalex      | Moto2    | Liqui Moly Husqvarna Intact GP | 81  | Senna Agius             | alle             |
| Kalex      | Moto2    | OnlyFans American Racing Team  | 16  | Joe Roberts             | 1–17             |
| Kalex      | Moto2    | OnlyFans American Racing Team  | 9   | Jorge Navarro           | 18–20            |
| Kalex      | Moto2    | OnlyFans American Racing Team  | 24  | Marcos Ramírez          | alle             |
| Kalex      | Moto2    | Preicanos Racing Team          | 5   | Jaume Masiá             | alle             |
| Kalex      | Moto2    | Preicanos Racing Team          | 64  | Bo Bendsneyder          | 1–4, 8–13        |
| Kalex      | Moto2    | Preicanos Racing Team          | 17  | Dani Muñoz              | 5–7              |
| Kalex      | Moto2    | Preicanos Racing Team          | 17  | Dani Muñoz              | 8–9, 12          |
| Kalex      | Moto2    | Preicanos Racing Team          | 17  | Dani Muñoz              | 14–16, 20        |
| Kalex      | Moto2    | Preicanos Racing Team          | 17  | Harrison Voight         | 15–17            |
| Kalex      | Moto2    | QJMotor Gresini Moto2          | 18  | Manuel González         | alle             |
| Kalex      | Moto2    | QJMotor Gresini Moto2          | 75  | Albert Arenas           | alle             |
| Kalex      | Moto2    | QJMotor Gresini Moto2          | 23  | Matteo Ferrari          | 4, 14            |
| Kalex      | Moto2    | Red Bull KTM Ajo               | 13  | Celestino Vietti        | 1–4, 6–17, 19–20 |
| Kalex      | Moto2    | Red Bull KTM Ajo               | 53  | Deniz Öncü              | 1–7, 11–20       |
| Kalex      | Moto2    | Red Bull KTM Ajo               | 32  | Marcel Schrötter        | 8–10             |
| Kalex      | Moto2    | RW-Idrofoglia Racing GP        | 7   | Barry Baltus            | alle             |
| Kalex      | Moto2    | RW-Idrofoglia Racing GP        | 84  | Zonta van den Goorbergh | alle             |
| Kalex      | Moto2    | RW-Idrofoglia Racing GP        | 55  | Helmi Azman             | 19               |
| Kalex      | Moto2    | RW-Idrofoglia Racing GP        | 89  | Khairul Idham Pawi      | 19               |
| Kalex      | Moto2    | Yamaha VR46 Master Camp Team   | 22  | Ayumu Sasaki            | 1–2, 4–19        |
| Kalex      | Moto2    | Yamaha VR46 Master Camp Team   | 6   | Andrea Migno            | 20               |
| Kalex      | Moto2    | Yamaha VR46 Master Camp Team   | 52  | Jeremy Alcoba           | 1–19             |
| Kalex      | Moto2    | Yamaha VR46 Master Camp Team   | 62  | Stefano Manzi           | 20               |

| Legende         |
| --------------- |
| Stammfahrer     |
| Wildcard-Fahrer |
| Ersatzfahrer    |

### Rennergebnisse
| #  | Datum  | Rennen                | Strecke              | Platz 1          | Platz 2         | Platz 3          | Pole-Position    | Schn. Rennrunde  | Gesamtführung | Gesamtführung    | Gesamtführung |
| #  | Datum  | Rennen                | Strecke              | Platz 1          | Platz 2         | Platz 3          | Pole-Position    | Schn. Rennrunde  | Fahrer        | Team             | Konstrukteur  |
| -- | ------ | --------------------- | -------------------- | ---------------- | --------------- | ---------------- | ---------------- | ---------------- | ------------- | ---------------- | ------------- |
| 1  | 10.03. | GP von Katar          | Doha                 | Alonso López     | Barry Baltus    | Sergio García    | Arón Canet       | Arón Canet       | Alonso López  | MT Helmets – MSI | Boscoscuro    |
| 2  | 24.03. | GP von Portugal       | Portimão             | Arón Canet       | Joe Roberts     | Manuel González  | Manuel González  | Fermín Aldeguer  | Arón Canet    | MT Helmets – MSI | Kalex         |
| 3  | 14.04. | GP of The Americas    | Austin               | Sergio García    | Joe Roberts     | Fermín Aldeguer  | Arón Canet       | Alonso López     | Sergio García | MT Helmets – MSI | Kalex         |
| 4  | 28.04. | GP von Spanien        | Jerez de la Frontera | Fermín Aldeguer  | Joe Roberts     | Manuel González  | Fermín Aldeguer  | Joe Roberts      | Joe Roberts   | MT Helmets – MSI | Boscoscuro    |
| 5  | 12.05. | GP von Frankreich     | Le Mans              | Sergio García    | Ai Ogura        | Alonso López     | Arón Canet       | Arón Canet       | Sergio García | MT Helmets – MSI | Boscoscuro    |
| 6  | 26.05. | GP von Katalonien     | Montmeló             | Ai Ogura         | Sergio García   | Jake Dixon       | Sergio García    | Fermín Aldeguer  | Sergio García | MT Helmets – MSI | Boscoscuro    |
| 7  | 02.06. | GP von Italien        | Mugello              | Joe Roberts      | Manuel González | Alonso López     | Joe Roberts      | Arón Canet       | Sergio García | MT Helmets – MSI | Boscoscuro    |
| 8  | 30.06. | Dutch TT              | Assen                | Ai Ogura         | Fermín Aldeguer | Sergio García    | Fermín Aldeguer  | Sergio García    | Sergio García | MT Helmets – MSI | Boscoscuro    |
| 9  | 07.07. | GP von Deutschland    | Hohenstein-Ernstthal | Fermín Aldeguer  | Jake Dixon      | Ai Ogura         | Celestino Vietti | Tony Arbolino    | Sergio García | MT Helmets – MSI | Boscoscuro    |
| 10 | 04.08. | GP von Großbritannien | Silverstone          | Jake Dixon       | Arón Canet      | Celestino Vietti | Ai Ogura         | Arón Canet       | Sergio García | MT Helmets – MSI | Boscoscuro    |
| 11 | 18.08. | GP von Österreich     | Spielberg            | Celestino Vietti | Alonso López    | Jake Dixon       | Celestino Vietti | Celestino Vietti | Sergio García | MT Helmets – MSI | Boscoscuro    |
| 12 | 01.09. | GP von Aragonien      | Alcañiz              | Jake Dixon       | Tony Arbolino   | Deniz Öncü       | Jake Dixon       | Jake Dixon       | Sergio García | MT Helmets – MSI | Boscoscuro    |
| 13 | 08.09. | GP von San Marino     | Misano Adriatico     | Ai Ogura         | Arón Canet      | Tony Arbolino    | Tony Arbolino    | Alonso López     | Ai Ogura      | MT Helmets – MSI | Boscoscuro    |
| 14 | 22.09. | GP der Emilia-Romagna | Misano Adriatico     | Celestino Vietti | Arón Canet      | Tony Arbolino    | Arón Canet       | Celestino Vietti | Ai Ogura      | MT Helmets – MSI | Kalex         |
| 15 | 29.09. | GP von Indonesien     | Lombok               | Arón Canet       | Ai Ogura        | Alonso López     | Arón Canet       | Arón Canet       | Ai Ogura      | MT Helmets – MSI | Kalex         |
| 16 | 06.10. | GP von Japan          | Motegi               | Manuel González  | Ai Ogura        | Filip Salač      | Jake Dixon       | Manuel González  | Ai Ogura      | MT Helmets – MSI | Kalex         |
| 17 | 20.10. | GP von Australien     | Phillip Island       | Fermín Aldeguer  | Arón Canet      | Senna Agius      | Fermín Aldeguer  | Arón Canet       | Ai Ogura      | MT Helmets – MSI | Kalex         |
| 18 | 27.10. | GP von Thailand       | Buri Ram             | Arón Canet       | Ai Ogura        | Marcos Ramírez   | Ai Ogura         | Ai Ogura         | Ai Ogura      | MT Helmets – MSI | Kalex         |
| 19 | 03.11. | GP von Malaysia       | Sepang               | Celestino Vietti | Jorge Navarro   | Izan Guevara     | Jorge Navarro    | Celestino Vietti | Ai Ogura      | MT Helmets – MSI | Kalex         |
| 20 | 17.11. | GP der Solidarität    | Montmeló             | Arón Canet       | Manuel González | Diogo Moreira    | Arón Canet       | Sergio García    | Ai Ogura      | MT Helmets – MSI | Kalex         |
|    | 07.04. | GP von Argentinien    | Termas de Río Hondo  |                  |                 |                  |                  |                  |               |                  |               |
|    | 22.09. | GP von Kasachstan     | Almaty               |                  |                 |                  |                  |                  |               |                  |               |
|    | 22.09. | GP von Indien         | Greater Noida        |                  |                 |                  |                  |                  |               |                  |               |
|    | 17.11. | GP von Valencia       | Valencia             |                  |                 |                  |                  |                  |               |                  |               |

### Fahrerwertung
| Pos. | Fahrer                  | Maschine      | Katar | Portugal | USA-Texas | Spanien | Frankreich | Katalonien | Italien | Niederlande | Deutschland | Vereinigtes Konigreich | Osterreich | Aragonien | San Marino | Emilia-Romagna | Indonesien | Japan | Australien | Thailand | Malaysia | Valencia | Gesamt- punkte |
| ---- | ----------------------- | ------------- | ----- | -------- | --------- | ------- | ---------- | ---------- | ------- | ----------- | ----------- | ---------------------- | ---------- | --------- | ---------- | -------------- | ---------- | ----- | ---------- | -------- | -------- | -------- | -------------- |
| 1    | Ai Ogura                | Boscoscuro    | 4     | 5        | 7         | 6       | 2          | 1          | 5       | 1           | 3           | 14                     | DNS        | 8         | 1          | 4              | 2          | 2     | 4          | 2        | DNF      | 4        | 274            |
| 2    | Arón Canet              | Kalex         | 10    | 1        | 9         | DNS     | 6          | DNF        | 6       | DNF         | DNF         | 2                      | 4          | DNF       | 2          | 2              | 1          | 16    | 2          | 1        | 8        | 1        | 234            |
| 3    | Manuel González         | Kalex         | 5     | 3        | 13        | 3       | 24         | 22         | 2       | 9           | 12          | 5                      | 13         | 5         | 4          | 11             | 8          | 1     | 6          | 9        | 11       | 2        | 195            |
| 4    | Sergio García           | Boscoscuro    | 3     | 6        | 1         | 4       | 1          | 2          | 4       | 3           | 7           | 4                      | 14         | DNF       | 12         | DNF            | DNF        | 14    | 9          | 12       | 14       | 6        | 191            |
| 5    | Fermín Aldeguer         | Boscoscuro    | 16    | 4        | 3         | 1       | 7          | DNF        | DNF     | 2           | 1           | 12                     | 20         | DNF       | 6          | 5              | 4          | 12    | 1          | DNF      |          | 9        | 182            |
| 6    | Alonso López            | Boscoscuro    | 1     | 25       | 4         | DNF     | 3          | 7          | 3       | 8           | 10          | 9                      | 2          | 4         | 29         | 9              | 3          | 9     | DNF        | 11       | 13       | 8        | 179            |
| 7    | Celestino Vietti        | Kalex         | 9     | 7        | 10        | 9       |            | DNF        | 7       | 10          | 5           | 3                      | 1          | 10        | DNF        | 1              | 12         | 7     | DNS        |          | 1        | DNF      | 165            |
| 8    | Jake Dixon              | Kalex         | WD    | WD       | 23        | DNF     | 17         | 3          | 12      | 4           | 2           | 1                      | 3          | 1         | 5          | DNF            | 22         | 13    | DNF        | 7        | 4        | DNF      | 155            |
| 9    | Joe Roberts             | Kalex         | 7     | 2        | 2         | 2       | 4          | 8          | 1       | WD          | 8           | DNF                    | 9          | DNF       | 13         | 6              | 6          | 27    | DNS        |          |          |          | 153            |
| 10   | Tony Arbolino           | Kalex         | 20    | 12       | 11        | 7       | 8          | 9          | 16      | 6           | 9           | DNF                    | 5          | 2         | 3          | 3              | 7          | 11    | 8          | DNF      | 5        | 13       | 149            |
| 11   | Marcos Ramírez          | Kalex         | 6     | 9        | 5         | DNF     | 15         | DSQ        | 10      | 7           | 18          | 15                     | 6          | 7         | 15         | 8              | 10         | 19    | 10         | 3        | 6        | 11       | 116            |
| 12   | Somkiat Chantra         | Kalex         | 11    | 10       | 21        | 10      | 5          | DNF        | 9       | 5           | 6           | DNF                    | 8          | 6         | 14         | 14             | DNF        |       |            | 4        | 9        | 10       | 104            |
| 13   | Diogo Moreira           | Kalex         | 22    | 18       | 14        | DNF     | 26         | DNF        | 11      | 16          | 4           | DNF                    | 16         | 17        | 8          | DNS            |            | 8     | 5          | 5        | 10       | 3        | 80             |
| 14   | Albert Arenas           | Kalex         | 8     | 8        | 12        | 5       | 9          | 6          | 19      | DNF         | 21          | 8                      | 17         | 18        | 9          | 17             | 14         | 22    | 13         | 8        | 12       | DSQ      | 80             |
| 15   | Jeremy Alcoba           | Kalex         | 12    | 11       | 8         | 8       | 11         | 4          | DNF     | 13          | 14          | 7                      | 24         | 21        | 17         | 15             | 13         | 4     | 11         | DNF      | DNF      |          | 79             |
| 16   | Filip Salač             | Kalex         | 21    |          | 15        | 11      | 12         | 12         | DNF     | DNS         |             | DNF                    | 10         | 11        | 7          | 10             | 15         | 3     | 14         | 14       | 15       | 5        | 73             |
| 17   | Izan Guevara            | Kalex         | DNF   | 22       | 20        | 12      | 10         | DNF        | 8       | 19          | 13          | 20                     | 12         | DNF       | 21         | 13             | DSQ        | 10    | 16         | 6        | 3        | 7        | 69             |
| 18   | Senna Agius             | Kalex         | 17    | 14       | 17        | DNF     | 13         | 5          | 17      | 11          | 11          | 10                     | 15         | 16        | 11         | 7              | DNF        | 20    | 3          | DNF      | DNF      | 12       | 67             |
| 19   | Darryn Binder           | Kalex         | 18    | 15       | 27        | 19      | 14         | 14         | DNF     | 15          | 25          | 6                      | 7          | 9         | 10         | 16             | 5          | 15    | 12         | DNF      | DNF      | 15       | 55             |
| 20   | Deniz Öncü              | Kalex         | 15    | 20       | 22        | 14      | 18         | 19         | 13      |             |             |                        | 11         | 3         | 19         | DNF            | 9          | 17    | 21         | 10       | 7        | 21       | 49             |
| 21   | Barry Baltus            | Kalex         | 2     | 13       | 16        | DNF     | DNF        | 21         | 18      | 17          | 20          | 16                     | DNF        | 13        | 18         | 18             | 11         | 18    | 7          | DNF      | 18       | 17       | 40             |
| 22   | Zonta van den Goorbergh | Kalex         | 13    | 19       | DNF       | 13      | 25         | 11         | 14      | DNF         | DNF         | 11                     | 18         | 14        | 23         | DNF            | 17         | 5     | DNF        | 19       | DNF      | DNF      | 31             |
| 23   | Jorge Navarro           | Forward Kalex |       |          |           | 18      | 20         | 10         |         |             |             | 18                     | DNF        | 23        |            |                |            |       |            | 15       | 2        | DNF      | 27             |
| 24   | Dennis Foggia           | Kalex         | 19    | 17       | 6         | DNF     | 19         | DNF        | 20      | 12          | 16          | 19                     | DNF        | DNF       | 22         | 12             |            | 26    | DNF        | 18       | 19       | 24       | 18             |
| 25   | Xavier Artigas          | Forward       | 27    | WD       | 25        | 20      | DNF        | 20         | 25      | 23          | 23          | 23                     | 25         | DNF       | 26         | 22             | 20         | 6     | 19         | 21       | 22       | 23       | 10             |
| 26   | Ayumu Sasaki            | Kalex         | DNF   | DNF      |           | DNS     | 22         | DNF        | DNF     | DNF         | 24          | 21                     | 21         | 12        | 16         | 20             | 16         | 21    | DNF        | 13       | WD       |          | 7              |
| 27   | Bo Bendsneyder          | Kalex         | 14    | 16       | 18        | DNF     | INJ        | INJ        | INJ     | 14          | DNF         | 13                     | 22         | DNF       | 20         |                |            |       |            |          |          |          | 7              |
| 28   | Jaume Masiá             | Kalex         | 25    | 21       | 19        | DNF     | 16         | 13         | 21      | 24          | 15          | DNF                    | 19         | 19        | 24         | DNF            | DNF        | 24    | DNF        | 17       | 16       | 14       | 6              |
| 29   | Mario Aji               | Kalex         | 24    | 23       | DNF       | 16      |            | 15         | 15      | 22          | DNF         | DNF                    | DNF        | 15        | 25         | 19             | 18         | NC    | 15         | 16       | 17       | 16       | 4              |
| 30   | Matteo Ferrari          | Kalex         |       |          |           | 15      |            |            |         |             |             |                        |            |           |            | DNF            |            |       |            |          |          |          | 1              |
| 31   | Xavier Cardelús         | Kalex         | 23    | DNF      | 26        | 17      | 21         | 16         | 23      | DNS         |             | DNF                    | 26         | 22        | 27         | 23             | DNF        | 25    | 20         | 20       | 21       | 22       | 0              |
| 32   | Marcel Schrötter        | Kalex         |       |          |           |         |            |            |         | 18          | 17          | 17                     |            |           |            |                |            |       |            |          |          |          | 0              |
| 33   | Álex Escrig             | Forward       | 26    | 24       | 24        | DNF     |            | 18         | 24      | 21          | 22          | 22                     | DNF        | 24        |            | 24             | 19         | 23    | 17         | DNF      | 20       | 19       | 0              |
| 34   | Mattia Pasini           | Boscoscuro    |       |          |           |         |            | 17         | 26      |             |             |                        | 23         |           | DNF        |                |            |       |            |          |          |          | 0              |
| 35   | Harrison Voight         | Kalex         |       |          |           |         |            |            |         |             |             |                        |            |           |            |                |            |       | 18         | 22       | DNF      |          | 0              |
| 36   | Dani Muñoz              | Kalex         |       |          |           |         | 23         | DNF        | 22      | 20          | 19          |                        |            | 20        |            | 21             | 21         | DNS   |            |          |          | 18       | 0              |
| 37   | Stefano Manzi           | Kalex         |       |          |           |         |            |            |         |             |             |                        |            |           |            |                |            |       |            |          |          | 20       | 0              |
| 38   | Helmi Azman             | Kalex         |       |          |           |         |            |            |         |             |             |                        |            |           |            |                |            |       |            |          | 23       |          | 0              |
| 39   | Andrea Migno            | Kalex         |       |          |           |         |            |            |         |             |             |                        |            |           |            |                |            |       |            |          |          | 25       | 0              |
| 40   | Simone Corsi            | Forward       |       |          |           |         |            |            |         |             |             |                        |            |           |            |                |            |       |            |          |          | 26       | 0              |
| 41   | Unai Orradre            | Forward       |       |          |           |         |            |            |         |             |             |                        |            |           | 28         |                |            |       |            |          |          |          | 0              |
|      | Roberto García          | Kalex         |       |          |           |         |            |            |         |             | DNF         |                        |            |           |            |                |            |       |            |          |          | DNF      | 0              |
|      | Alberto Surra           | Boscoscuro    |       |          |           |         |            |            |         |             |             |                        |            |           |            |                |            |       |            |          | DNF      |          | 0              |
|      | Khairul Idham Pawi      | Kalex         |       |          |           |         |            |            |         |             |             |                        |            |           |            |                |            |       |            |          | DNS      |          | 0              |
| Pos. | Fahrer                  | Maschine      | Katar | Portugal | USA-Texas | Spanien | Frankreich | Katalonien | Italien | Niederlande | Deutschland | Vereinigtes Konigreich | Osterreich | Aragonien | San Marino | Emilia-Romagna | Indonesien | Japan | Australien | Thailand | Malaysia | Valencia | Gesamt- punkte |

| Farbe         | Bedeutung                               |
| ------------- | --------------------------------------- |
| Gold          | Sieger                                  |
| Silber        | 2. Platz                                |
| Bronze        | 3. Platz                                |
| Grün          | Platzierung in den Punkten              |
| Blau          | Klassifiziert außerhalb der Punkteränge |
| Violett       | Rennen nicht beendet (DNF)              |
| Violett       | nicht klassifiziert (NC)                |
| Rot           | nicht qualifiziert (DNQ)                |
| Schwarz       | disqualifiziert (DSQ)                   |
| Weiß          | nicht am Start (DNS)                    |
| Weiß          | zurückgezogen (WD)                      |
| Weiß          | Rennen abgesagt (C)                     |
| ohne Farbe    | nicht am Training teilgenommen (DNP)    |
| ohne Farbe    | verletzt oder krank (INJ)               |
| ohne Farbe    | ausgeschlossen (EX)                     |
| ohne Farbe    | nicht erschienen (DNA)                  |
| fett          | Pole-Position                           |
| kursiv        | Schnellste Rennrunde                    |
| unterstrichen | WM-Führung                              |
| hochgestellt  | Platzierung im Sprintrennen             |

### Konstrukteurswertung
| Pos. | Konstrukteur | Katar | Portugal | USA-Texas | Spanien | Frankreich | Katalonien | Italien | Niederlande | Deutschland | Vereinigtes Konigreich | Osterreich | Aragonien | San Marino | Emilia-Romagna | Indonesien | Japan | Australien | Thailand | Malaysia | Valencia | Gesamt- punkte |
| ---- | ------------ | ----- | -------- | --------- | ------- | ---------- | ---------- | ------- | ----------- | ----------- | ---------------------- | ---------- | --------- | ---------- | -------------- | ---------- | ----- | ---------- | -------- | -------- | -------- | -------------- |
| 1    | Kalex        | 2     | 1        | 2         | 2       | 4          | 3          | 1       | 4           | 2           | 1                      | 1          | 1         | 2          | 1              | 1          | 1     | 2          | 1        | 1        | 1        | 437            |
| 2    | Boscoscuro   | 1     | 4        | 1         | 1       | 1          | 1          | 3       | 1           | 1           | 4                      | 2          | 4         | 1          | 4              | 2          | 2     | 1          | 2        | 13       | 4        | 389            |
| 3    | Forward      | 26    | 24       | 24        | 18      | 20         | 10         | 24      | 21          | 22          | 18                     | 25         | 24        | 24         | 22             | 19         | 6     | 17         | 21       | 20       | 20       | 16             |

### Teamwertung
| Pos. | Konstrukteur                  | Katar | Portugal | USA-Texas | Spanien | Frankreich | Katalonien | Italien | Niederlande | Deutschland | Vereinigtes Konigreich | Osterreich | Aragonien | San Marino | Emilia-Romagna | Indonesien | Japan | Australien | Thailand | Malaysia | Valencia | Gesamt- punkte |
| ---- | ----------------------------- | ----- | -------- | --------- | ------- | ---------- | ---------- | ------- | ----------- | ----------- | ---------------------- | ---------- | --------- | ---------- | -------------- | ---------- | ----- | ---------- | -------- | -------- | -------- | -------------- |
| 1    | MT Helmets – MSI              | 29    | 21       | 34        | 23      | 45         | 45         | 24      | 41          | 25          | 15                     | 2          | 8         | 29         | 13             | 20         | 22    | 20         | 24       | 2        | 23       | 465            |
| 2    | Speed Up Racing               | 25    | 13       | 29        | 25      | 25         | 9          | 16      | 28          | 31          | 11                     | 20         | 13        | 10         | 18             | 29         | 11    | 25         | 5        | 3        | 15       | 361            |
| 3    | American Racing               | 19    | 27       | 31        | 20      | 14         | 8          | 31      | 9           | 8           | 1                      | 17         | 9         | 4          | 18             | 16         | 0     | 6          | 17       | 30       | 5        | 290            |
| 4    | QJMotor Gresini Moto2         | 19    | 24       | 7         | 27      | 7          | 10         | 20      | 7           | 4           | 19                     | 3          | 11        | 20         | 5              | 10         | 25    | 13         | 15       | 9        | 20       | 275            |
| 5    | Fantic Motor                  | 6     | 25       | 7         | 0       | 10         | 0          | 10      | 0           | 0           | 20                     | 13         | 0         | 20         | 20             | 25         | 0     | 20         | 25       | 8        | 25       | 234            |
| 6    | GasGas Aspar Team             | 0     | 0        | 0         | 4       | 6          | 16         | 12      | 13          | 23          | 25                     | 20         | 25        | 11         | 3              | 0          | 9     | 0          | 19       | 29       | 9        | 224            |
| 7    | Elf Marc VDS Racing Team      | 0     | 4        | 6         | 14      | 12         | 11         | 0       | 10          | 7           | 0                      | 10         | 25        | 25         | 22             | 10         | 21    | 10         | 2        | 12       | 14       | 222            |
| 8    | Red Bull KTM Ajo              | 8     | 9        | 6         | 9       | 0          | 0          | 12      | 6           | 11          | 16                     | 30         | 22        | 0          | 25             | 11         | 9     | 0          | 6        | 34       | 0        | 214            |
| 9    | Liqui Moly Husqvarna IntactGP | 0     | 3        | 0         | 0       | 5          | 13         | 0       | 6           | 5           | 16                     | 10         | 7         | 11         | 9              | 11         | 1     | 20         | 0        | 0        | 5        | 122            |
| 10   | Idemitsu Honda Team Asia      | 5     | 6        | 0         | 6       | 11         | 1          | 8       | 11          | 10          | 0                      | 8          | 11        | 2          | 2              | 0          | 0     | 1          | 13       | 7        | 6        | 108            |
| 11   | Italtrans Racing Team         | 0     | 0        | 12        | 0       | 0          | 0          | 5       | 4           | 13          | 0                      | 0          | 0         | 8          | 4              |            | 8     | 11         | 11       | 6        | 16       | 98             |
| 12   | Yamaha VR46 Master Camp Team  | 4     | 5        | 8         | 8       | 5          | 13         | 0       | 3           | 2           | 9                      | 0          | 4         | 0          | 1              | 3          | 13    | 5          | 3        | 0        | 0        | 86             |
| 13   | Fieten Olie Racing GP         | 23    | 3        | 0         | 3       | 0          | 5          | 2       | 0           | 0           | 2                      | 0          | 5         | 0          | 0              | 5          | 11    | 9          | 0        | 0        | 0        | 71             |
| 14   | Forward Racing                | 0     | 0        | 0         | 0       | 0          | 6          | 0       | 0           | 0           | 0                      | 0          | 0         | 0          | 0              | 0          | 8     | 0          | 0        | 0        | 0        | 14             |
| 15   | Preicanos Racing Team         | 2     | 0        | 0         | 0       | 0          | 3          | 0       | 2           | 1           | 3                      | 0          | 0         | 0          | 0              | 0          | 0     | 0          | 0        | 0        | 2        | 13             |

## Moto3-Klasse
Für die Moto3-Klasse sind 13 Teams und 26 Fahrer gemeldet.

### Teams und Fahrer
| Hersteller | Maschine | Team                           | Nr. | Fahrer             | Läufe      |
| ---------- | -------- | ------------------------------ | --- | ------------------ | ---------- |
| CFMoto     | Moto3    | CFMoto Aspar Team              | 78  | Joel Esteban       | 1–19       |
| CFMoto     | Moto3    | CFMoto Aspar Team              | 89  | Marcos Uriarte     | 20         |
| CFMoto     | Moto3    | CFMoto Aspar Team              | 80  | David Alonso       | alle       |
| GasGas     | RC250GP  | Red Bull GasGas Tech3          | 12  | Jacob Roulstone    | alle       |
| GasGas     | RC250GP  | Red Bull GasGas Tech3          | 96  | Daniel Holgado     | alle       |
| Honda      | NSF250RW | Honda Team Asia                | 5   | Tatchakorn Buasri  | alle       |
| Honda      | NSF250RW | Honda Team Asia                | 72  | Taiyo Furusato     | 1–9, 11–20 |
| Honda      | NSF250RW | Honda Team Asia                | 93  | Fadillah Aditama   | 6, 12, 15  |
| Honda      | NSF250RW | Leopard Racing                 | 31  | Adrián Fernández   | alle       |
| Honda      | NSF250RW | Leopard Racing                 | 36  | Ángel Piqueras     | alle       |
| Honda      | NSF250RW | MLav Racing                    | 19  | Scott Ogden        | alle       |
| Honda      | NSF250RW | MLav Racing                    | 70  | Joshua Whatley     | 1–9        |
| Honda      | NSF250RW | MLav Racing                    | 21  | Vicente Pérez      | 10–14      |
| Honda      | NSF250RW | MLav Racing                    | 8   | Eddie O'Shea       | 15, 17–20  |
| Honda      | NSF250RW | MLav Racing                    | 32  | Rei Wakamatsu      | 16         |
| Honda      | NSF250RW | Rivacold Snipers Team          | 18  | Matteo Bertelle    | alle       |
| Honda      | NSF250RW | Rivacold Snipers Team          | 22  | David Almansa      | 1, 3–20    |
| Honda      | NSF250RW | Rivacold Snipers Team          | 71  | Hamad Al Sahouti   | 2          |
| Honda      | NSF250RW | SIC58 Squadra Corse            | 7   | Filippo Farioli    | alle       |
| Honda      | NSF250RW | SIC58 Squadra Corse            | 58  | Luca Lunetta       | 1–9, 11–20 |
| Honda      | NSF250RW | SIC58 Squadra Corse            | 57  | Danial Shahril     | 10         |
| Husqvarna  | FR250GP  | Liqui Moly Husqvarna Intact GP | 24  | Tatsuki Suzuki     | alle       |
| Husqvarna  | FR250GP  | Liqui Moly Husqvarna Intact GP | 95  | Collin Veijer      | alle       |
| Husqvarna  | FR250GP  | Liqui Moly Husqvarna Intact GP | 34  | Jakob Rosenthaler  | 11, 13     |
| KTM        | RC250GP  | Boé Motorsports                | 64  | David Muñoz        | alle       |
| KTM        | RC250GP  | Boé Motorsports                | 66  | Joel Kelso         | alle       |
| KTM        | RC250GP  | CIP Green Power                | 54  | Riccardo Rossi     | alle       |
| KTM        | RC250GP  | CIP Green Power                | 55  | Noah Dettwiler     | alle       |
| KTM        | RC250GP  | LevelUp MTA Team               | 10  | Nicola Carraro     | alle       |
| KTM        | RC250GP  | LevelUp MTA Team               | 82  | Stefano Nepa       | alle       |
| KTM        | RC250GP  | MT Helmets – MSI               | 6   | Ryusei Yamanaka    | alle       |
| KTM        | RC250GP  | MT Helmets – MSI               | 48  | Iván Ortolá        | alle       |
| KTM        | RC250GP  | Red Bull KTM Ajo               | 85  | Xabi Zurutuza      | 3–20       |
| KTM        | RC250GP  | Red Bull KTM Ajo               | 99  | José Antonio Rueda | alle       |
| KTM        | RC250GP  | Red Bull KTM Ajo               | 21  | Vicente Pérez      | 1–2, 4     |
| KTM        | RC250GP  | Red Bull KTM Ajo               | 83  | Álvaro Carpe       | 20         |

| Legende         |
| --------------- |
| Stammfahrer     |
| Wildcard-Fahrer |
| Ersatzfahrer    |

### Rennergebnisse
| #  | Datum  | Rennen                | Strecke              | Platz 1            | Platz 2            | Platz 3            | Pole-Position      | Schn. Rennrunde    | Gesamtführung  | Gesamtführung         | Gesamtführung |
| #  | Datum  | Rennen                | Strecke              | Platz 1            | Platz 2            | Platz 3            | Pole-Position      | Schn. Rennrunde    | Fahrer         | Team                  | Konstrukteur  |
| -- | ------ | --------------------- | -------------------- | ------------------ | ------------------ | ------------------ | ------------------ | ------------------ | -------------- | --------------------- | ------------- |
| 1  | 10.03. | GP von Katar          | Doha                 | David Alonso       | Daniel Holgado     | Taiyo Furusato     | Daniel Holgado     | Tatsuki Suzuki     | David Alonso   | CFMoto Aspar Team     | CFMoto        |
| 2  | 24.03. | GP von Portugal       | Portimão             | Daniel Holgado     | José Antonio Rueda | Iván Ortolá        | José Antonio Rueda | David Alonso       | Daniel Holgado | Red Bull GasGas Tech3 | GasGas        |
| 3  | 14.04. | GP of The Americas    | Austin               | David Alonso       | Daniel Holgado     | Ángel Piqueras     | David Alonso       | Daniel Holgado     | Daniel Holgado | Red Bull GasGas Tech3 | GasGas        |
| 4  | 28.04. | GP von Spanien        | Jerez de la Frontera | Collin Veijer      | David Muñoz        | Iván Ortolá        | David Alonso       | Ryusei Yamanaka    | Daniel Holgado | Red Bull GasGas Tech3 | GasGas        |
| 5  | 12.05. | GP von Frankreich     | Le Mans              | David Alonso       | Daniel Holgado     | Collin Veijer      | David Alonso       | Joel Esteban       | Daniel Holgado | CFMoto Aspar Team     | GasGas        |
| 6  | 26.05. | GP von Katalonien     | Montmeló             | David Alonso       | Iván Ortolá        | José Antonio Rueda | Iván Ortolá        | José Antonio Rueda | David Alonso   | CFMoto Aspar Team     | CFMoto        |
| 7  | 02.06. | GP von Italien        | Mugello              | David Alonso       | Collin Veijer      | Ryusei Yamanaka    | David Alonso       | Collin Veijer      | David Alonso   | CFMoto Aspar Team     | CFMoto        |
| 8  | 30.06. | Dutch TT              | Assen                | Iván Ortolá        | Collin Veijer      | David Muñoz        | Ángel Piqueras     | Adrián Fernández   | David Alonso   | CFMoto Aspar Team     | CFMoto        |
| 9  | 07.07. | GP von Deutschland    | Hohenstein-Ernstthal | David Alonso       | Taiyo Furusato     | Iván Ortolá        | Collin Veijer      | Iván Ortolá        | David Alonso   | CFMoto Aspar Team     | CFMoto        |
| 10 | 04.08. | GP von Großbritannien | Silverstone          | Iván Ortolá        | David Alonso       | Collin Veijer      | Iván Ortolá        | Adrián Fernández   | David Alonso   | CFMoto Aspar Team     | CFMoto        |
| 11 | 18.08. | GP von Österreich     | Spielberg            | David Alonso       | David Muñoz        | Daniel Holgado     | Iván Ortolá        | Tatsuki Suzuki     | David Alonso   | CFMoto Aspar Team     | CFMoto        |
| 12 | 01.09. | GP von Aragonien      | Alcañiz              | José Antonio Rueda | Collin Veijer      | Luca Lunetta       | David Alonso       | José Antonio Rueda | David Alonso   | CFMoto Aspar Team     | CFMoto        |
| 13 | 08.09. | GP von San Marino     | Misano Adriatico     | Ángel Piqueras     | Daniel Holgado     | Iván Ortolá        | David Alonso       | Ángel Piqueras     | David Alonso   | CFMoto Aspar Team     | CFMoto        |
| 14 | 22.09. | GP der Emilia-Romagna | Misano Adriatico     | David Alonso       | Ángel Piqueras     | Collin Veijer      | Taiyo Furusato     | Collin Veijer      | David Alonso   | CFMoto Aspar Team     | CFMoto        |
| 15 | 29.09. | GP von Indonesien     | Lombok               | David Alonso       | Adrián Fernández   | David Muñoz        | Iván Ortolá        | Daniel Holgado     | David Alonso   | CFMoto Aspar Team     | CFMoto        |
| 16 | 06.10. | GP von Japan          | Motegi               | David Alonso       | Collin Veijer      | Adrián Fernández   | Iván Ortolá        | David Alonso       | David Alonso   | CFMoto Aspar Team     | CFMoto        |
| 17 | 20.10. | GP von Australien     | Phillip Island       | David Alonso       | Daniel Holgado     | Adrián Fernández   | Iván Ortolá        | Stefano Nepa       | David Alonso   | CFMoto Aspar Team     | CFMoto        |
| 18 | 27.10. | GP von Thailand       | Buri Ram             | David Alonso       | Luca Lunetta       | Collin Veijer      | Joel Kelso         | Luca Lunetta       | David Alonso   | CFMoto Aspar Team     | CFMoto        |
| 19 | 03.11. | GP von Malaysia       | Sepang               | David Alonso       | Taiyo Furusato     | José Antonio Rueda | Adrián Fernández   | David Alonso       | David Alonso   | CFMoto Aspar Team     | CFMoto        |
| 20 | 17.11. | GP der Solidarität    | Montmeló             | David Alonso       | Daniel Holgado     | Ángel Piqueras     | David Alonso       | Daniel Holgado     | David Alonso   | CFMoto Aspar Team     | CFMoto        |
|    | 07.04. | GP von Argentinien    | Termas de Río Hondo  |                    |                    |                    |                    |                    |                |                       |               |
|    | 22.09. | GP von Kasachstan     | Almaty               |                    |                    |                    |                    |                    |                |                       |               |
|    | 22.09. | GP von Indien         | Greater Noida        |                    |                    |                    |                    |                    |                |                       |               |
|    | 17.11. | GP von Valencia       | Valencia             |                    |                    |                    |                    |                    |                |                       |               |

### Fahrerwertung
| Pos. | Fahrer                | Maschine  | Katar | Portugal | USA-Texas | Spanien | Frankreich | Katalonien | Italien | Niederlande | Deutschland | Vereinigtes Konigreich | Osterreich | Aragonien | San Marino | Emilia-Romagna | Indonesien | Japan | Australien | Thailand | Malaysia | Valencia | Gesamt- punkte |
| ---- | --------------------- | --------- | ----- | -------- | --------- | ------- | ---------- | ---------- | ------- | ----------- | ----------- | ---------------------- | ---------- | --------- | ---------- | -------------- | ---------- | ----- | ---------- | -------- | -------- | -------- | -------------- |
| 1    | David Alonso          | CFMoto    | 1     | 4        | 1         | 11      | 1          | 1          | 1       | 5           | 1           | 2                      | 1          | 4         | 7          | 1              | 1          | 1     | 1          | 1        | 1        | 1        | 421            |
| 2    | Daniel Holgado        | GasGas    | 2     | 1        | 2         | 7       | 2          | 6          | 14      | 11          | 7           | 4                      | 3          | 9         | 2          | 4              | 6          | 4     | 2          | 12       | DNF      | 2        | 256            |
| 3    | Collin Veijer         | Husqvarna | 5     | 6        | DNF       | 1       | 3          | 4          | 2       | 2           | 18          | 3                      | 5          | 2         | 5          | 3              | DNF        | 2     | 18         | 3        | 5        | 10       | 242            |
| 4    | Iván Ortolá           | KTM       | 9     | 3        | DNF       | 3       | 5          | 2          | 6       | 1           | 3           | 1                      | 9          | 12        | 3          | 5              | 9          | 16    | DNF        | 4        | 4        | 9        | 224            |
| 5    | David Muñoz           | KTM       | 16    | 9        | 5         | 2       | DNF        | 5          | 5       | 3           | 8           | 12                     | 2          | 7         | DNF        | DNF            | 3          | 8     | 5          | 6        | 17       | 6        | 172            |
| 6    | Adrián Fernández      | Honda     | DNF   | 10       | 11        | 6       | 6          | 10         | 8       | 7           | 4           | 8                      | 6          | 11        | 13         | 8              | 2          | 3     | 3          | 22       | DNF      | 11       | 158            |
| 7    | José Antonio Rueda    | KTM       | DNF   | 2        | WD        |         | 8          | 3          | 15      | 4           | DNF         | 9                      | 7          | 1         | DNF        | 10             | 11         | 5     | 9          | 16       | 3        | 4        | 157            |
| 8    | Ángel Piqueras        | Honda     | 12    | DNF      | 3         | 10      | 10         | 12         | 11      | 8           | 5           | DNF                    | 4          | DNF       | 1          | 2              | 4          | DNF   | 10         | DNF      | DNF      | 3        | 153            |
| 9    | Joel Kelso            | KTM       | 8     | 5        | 7         | 5       | 13         | DNF        | 12      | 12          | 11          | 7                      | 8          | 5         | 6          | 7              | 8          | 21    | 11         | 7        | 6        | 12       | 138            |
| 10   | Taiyo Furusato        | Honda     | 3     | 17       | DNF       | 17      | 14         | DNF        | 4       | 13          | 2           |                        | 15         | 6         | 4          | 13             | DNF        | 9     | 7          | 5        | 2        | 7        | 137            |
| 11   | Ryusei Yamanaka       | KTM       | DNF   | DNF      | 4         | 4       | 7          | 11         | 3       | 10          | 6           | 6                      | 13         | 19        | 17         | 15             | 17         | 6     | 6          | 11       | 7        | 5        | 131            |
| 12   | Luca Lunetta          | Honda     | 15    | 22       | 19        | 20      | 11         | 7          | 7       | 6           | DNF         |                        | 17         | 3         | 9          | 6              | 5          | DNF   | 8          | 2        | 10       | 18       | 112            |
| 13   | Stefano Nepa          | KTM       | 6     | 7        | 18        | 9       | 17         | 13         | DNF     | 9           | 12          | 5                      | DNF        | 13        | 14         | 14             | 15         | 10    | 4          | 9        | 8        | DNF      | 93             |
| 14   | Tatsuki Suzuki        | Husqvarna | 7     | 12       | 6         | 25      | 9          | 15         | DNF     | DNF         | 9           | 10                     | 12         | 14        | 8          | 11             | 7          | 7     | 15         | 10       | DNF      | 13       | 91             |
| 15   | Jacob Roulstone       | GasGas    | 10    | 11       | 8         | 12      | 12         | 8          | 9       | 14          | DNF         | 17                     | 14         | 21        | 12         | 21             | 16         | 17    | 13         | 15       | 12       | 8        | 66             |
| 16   | Matteo Bertelle       | Honda     | DNF   | DSQ      | 10        | 14      | DNF        | 17         | 10      | 21          | 15          | 11                     | 11         | 10        | DNF        | 9              | 12         | 11    | 14         | 21       | 9        | 15       | 57             |
| 17   | Joel Esteban          | CFMoto    | 11    | 8        | 9         | DNF     | 4          | 14         | 18      | 15          | 14          | 13                     | 25         | 15        | 22         | 20             | 14         | 15    | 16         | DNF      | DNF      |          | 45             |
| 18   | Riccardo Rossi        | KTM       | 4     | DNF      | 16        | 18      | DNF        | DNF        | 13      | 18          | 19          | 14                     | 10         | 20        | DNF        | 23             | DNF        | 14    | 12         | 13       | DNF      | DNF      | 33             |
| 19   | Filippo Farioli       | Honda     | DNF   | 16       | 15        | 13      | DNF        | 9          | 19      | 22          | 13          | 16                     | 26         | DNF       | 10         | 12             | DNF        | 13    | DNF        | 14       | 13       | 20       | 32             |
| 20   | Scott Ogden           | Honda     | 13    | 14       | DSQ       | 19      | DNF        | 16         | 17      | 17          | 10          | DNF                    | 19         | 16        | 15         | 18             | 13         | 19    | 22         | 8        | DNF      | 17       | 23             |
| 21   | Nicola Carraro        | KTM       | 14    | 15       | 12        | 8       | 19         | 18         | 16      | 16          | 17          | 15                     | 16         | DNS       | 16         | 16             | 10         | DNF   | DNF        | 19       | DNF      | 16       | 22             |
| 22   | David Almansa         | Honda     | DNS   |          | DNS       | 15      | 15         | DNF        | 21      | DNF         | 20          | 18                     | 20         | 18        | 11         | 17             | DNF        | 12    | DNF        | 20       | 11       | 14       | 18             |
| 23   | Xabi Zurutuza         | KTM       |       |          | 13        | 22      | 16         | 19         | DNF     | 19          | 16          | DNF                    | 18         | 8         | 18         | 19             | DNF        | 18    | 17         | 18       | 14       | 22       | 13             |
| 24   | Vicente Pérez         | KTM       | DNF   | 13       |           | 16      |            |            |         |             |             |                        |            |           |            |                |            |       |            |          |          |          | 3              |
| 24   | Vicente Pérez         | Honda     |       |          |           |         |            |            |         |             |             | DNF                    | 23         | DNS       | DNF        | DNS            |            |       |            |          |          |          | 3              |
| 25   | Noah Dettwiler        | KTM       | 17    | 19       | 14        | 21      | 18         | 21         | 20      | 23          | 23          | 20                     | 24         | 17        | 20         | 22             | 18         | DNF   | 21         | 23       | 18       | 23       | 2              |
| 26   | Tatchakorn Buasri     | Honda     | 19    | 20       | DNS       | 24      | 20         | 22         | 22      | 20          | 22          | 19                     | 21         | DNF       | 21         | DNF            | DNF        | DNF   | 20         | 17       | 15       | 24       | 1              |
| 27   | Eddie O’Shea          | Honda     |       |          |           |         |            |            |         |             |             |                        |            |           |            |                | DNS        |       | 19         |          | 16       | 21       | 0              |
| 28   | Joshua Whatley        | Honda     | 18    | 18       | 17        | 23      | 21         | 20         | 23      | 24          | 21          |                        |            |           |            |                |            |       |            |          |          |          | 0              |
| 29   | Jakob Rosenthaler     | Husqvarna |       |          |           |         |            |            |         |             |             |                        | 22         |           | 19         |                |            |       |            |          |          |          | 0              |
| 30   | Álvaro Carpe          | KTM       |       |          |           |         |            |            |         |             |             |                        |            |           |            |                |            |       |            |          |          | 19       | 0              |
| 31   | Rei Wakamatsu         | Honda     |       |          |           |         |            |            |         |             |             |                        |            |           |            |                |            | 20    |            |          |          |          | 0              |
| 32   | Danial Shahril        | Honda     |       |          |           |         |            |            |         |             |             | 21                     |            |           |            |                |            |       |            |          |          |          | 0              |
| 33   | Hamad Al Sahouti      | Honda     |       | 21       |           |         |            |            |         |             |             |                        |            |           |            |                |            |       |            |          |          |          | 0              |
| 34   | Fadillah Arbi Aditama | Honda     |       |          |           |         |            | 23         |         |             |             |                        |            | 22        |            |                | DNF        |       |            |          |          |          | 0              |
| 35   | Marcos Uriarte        | CFMoto    |       |          |           |         |            |            |         |             |             |                        |            |           |            |                |            |       |            |          |          | 25       | 0              |
| Pos. | Fahrer                | Maschine  | Katar | Portugal | USA-Texas | Spanien | Frankreich | Katalonien | Italien | Niederlande | Deutschland | Vereinigtes Konigreich | Osterreich | Aragonien | San Marino | Emilia-Romagna | Indonesien | Japan | Australien | Thailand | Malaysia | Valencia | Gesamt- punkte |

| Farbe         | Bedeutung                               |
| ------------- | --------------------------------------- |
| Gold          | Sieger                                  |
| Silber        | 2. Platz                                |
| Bronze        | 3. Platz                                |
| Grün          | Platzierung in den Punkten              |
| Blau          | Klassifiziert außerhalb der Punkteränge |
| Violett       | Rennen nicht beendet (DNF)              |
| Violett       | nicht klassifiziert (NC)                |
| Rot           | nicht qualifiziert (DNQ)                |
| Schwarz       | disqualifiziert (DSQ)                   |
| Weiß          | nicht am Start (DNS)                    |
| Weiß          | zurückgezogen (WD)                      |
| Weiß          | Rennen abgesagt (C)                     |
| ohne Farbe    | nicht am Training teilgenommen (DNP)    |
| ohne Farbe    | verletzt oder krank (INJ)               |
| ohne Farbe    | ausgeschlossen (EX)                     |
| ohne Farbe    | nicht erschienen (DNA)                  |
| fett          | Pole-Position                           |
| kursiv        | Schnellste Rennrunde                    |
| unterstrichen | WM-Führung                              |
| hochgestellt  | Platzierung im Sprintrennen             |

### Konstrukteurswertung
| Pos. | Konstrukteur | Katar | Portugal | USA-Texas | Spanien | Frankreich | Katalonien | Italien | Niederlande | Deutschland | Vereinigtes Konigreich | Osterreich | Aragonien | San Marino | Emilia-Romagna | Indonesien | Japan | Australien | Thailand | Malaysia | Valencia | Gesamt- punkte |
| ---- | ------------ | ----- | -------- | --------- | ------- | ---------- | ---------- | ------- | ----------- | ----------- | ---------------------- | ---------- | --------- | ---------- | -------------- | ---------- | ----- | ---------- | -------- | -------- | -------- | -------------- |
| 1    | CFMoto       | 1     | 4        | 1         | 11      | 1          | 1          | 1       | 5           | 1           | 2                      | 1          | 4         | 7          | 1              | 1          | 1     | 1          | 1        | 1        | 1        | 421            |
| 2    | KTM          | 4     | 3        | 4         | 2       | 5          | 2          | 3       | 1           | 3           | 1                      | 2          | 1         | 3          | 5              | 3          | 5     | 4          | 4        | 3        | 4        | 333            |
| 3    | Honda        | 3     | 10       | 3         | 6       | 6          | 7          | 4       | 6           | 2           | 8                      | 4          | 3         | 1          | 2              | 2          | 3     | 3          | 2        | 2        | 3        | 300            |
| 4    | Husqvarna    | 5     | 6        | 6         | 1       | 3          | 4          | 2       | 2           | 9           | 3                      | 5          | 2         | 5          | 3              | 7          | 2     | 15         | 3        | 5        | 10       | 269            |
| 5    | GasGas       | 2     | 1        | 2         | 7       | 2          | 9          | 9       | 11          | 7           | 4                      | 3          | 9         | 2          | 4              | 6          | 4     | 2          | 12       | 12       | 2        | 265            |

### Teamwertung
| Pos. | Konstrukteur                   | Katar | Portugal | USA-Texas | Spanien | Frankreich | Katalonien | Italien | Niederlande | Deutschland | Vereinigtes Konigreich | Osterreich | Aragonien | San Marino | Emilia-Romagna | Indonesien | Japan | Australien | Thailand | Malaysia | Valencia | Gesamt- punkte |
| ---- | ------------------------------ | ----- | -------- | --------- | ------- | ---------- | ---------- | ------- | ----------- | ----------- | ---------------------- | ---------- | --------- | ---------- | -------------- | ---------- | ----- | ---------- | -------- | -------- | -------- | -------------- |
| 1    | CFMoto Aspar Team              | 30    | 21       | 32        | 5       | 38         | 27         | 25      | 12          | 27          | 23                     | 25         | 14        | 9          | 25             | 27         | 26    | 25         | 25       | 25       | 25       | 466            |
| 2    | MT Helmets – MSI               | 7     | 16       | 13        | 29      | 20         | 25         | 26      | 31          | 26          | 35                     | 10         | 4         | 16         | 12             | 7          | 10    | 10         | 18       | 22       | 18       | 355            |
| 3    | Liqui Moly Husqvarna Intact GP | 20    | 14       | 10        | 25      | 23         | 14         | 20      | 20          | 7           | 22                     | 15         | 22        | 19         | 21             | 9          | 29    | 1          | 22       | 11       | 9        | 333            |
| 4    | Red Bull GasGas Tech3          | 26    | 30       | 28        | 13      | 24         | 18         | 9       | 7           | 9           | 13                     | 18         | 7         | 24         | 13             | 10         | 13    | 23         | 5        | 4        | 28       | 322            |
| 5    | Leopard Racing                 | 4     | 6        | 21        | 16      | 16         | 10         | 13      | 17          | 24          | 8                      | 23         | 5         | 28         | 28             | 33         | 16    | 22         | 0        | 0        | 21       | 311            |
| 6    | Boé Motorsports                | 8     | 18       | 20        | 31      | 3          | 11         | 15      | 20          | 13          | 13                     | 28         | 20        | 10         | 9              | 24         | 8     | 16         | 19       | 10       | 14       | 310            |
| 7    | Red Bull KTM Ajo               | 0     | 23       | 3         | 0       | 8          | 16         | 1       | 13          | 0           | 7                      | 9          | 33        | 0          | 6              | 5          | 11    | 7          | 0        | 18       | 13       | 173            |
| 8    | SIC58 Squadra Corse            | 1     | 0        | 1         | 3       | 5          | 16         | 9       | 10          | 3           | 0                      | 0          | 16        | 13         | 14             | 11         | 3     | 8          | 22       | 9        | 0        | 144            |
| 9    | Honda Team Asia                | 16    | 0        | 0         | 0       | 2          | 0          | 13      | 3           | 20          | 0                      | 1          | 10        | 13         | 3              | 0          | 7     | 9          | 11       | 21       | 9        | 138            |
| 10   | LEVELUP MTA Team               | 12    | 10       | 4         | 15      | 0          | 3          | 0       | 7           | 4           | 12                     | 0          | 3         | 2          | 2              | 7          | 6     | 13         | 7        | 8        | 0        | 115            |
| 11   | Rivacold Snipers Team          | 0     | 0        | 6         | 3       | 1          | 0          | 6       | 0           | 1           | 5                      | 5          | 6         | 5          | 7              | 4          | 9     | 2          | 0        | 12       | 3        | 75             |
| 12   | CIP Green Power                | 13    | 0        | 2         | 0       | 0          | 0          | 3       | 0           | 0           | 2                      | 6          | 0         | 0          | 0              | 0          | 2     | 4          | 3        | 0        | 0        | 35             |
| 13   | MLav Racing                    | 3     | 2        | 0         | 0       | 0          | 0          | 0       | 0           | 6           | 0                      | 0          | 0         | 1          | 0              | 3          | 0     | 0          | 8        | 0        | 0        | 23             |